# Fränsta
Fränsta is een plaats in de gemeente Ånge in het landschap Medelpad en de provincie Västernorrlands län in Zweden. De plaats heeft 1243 inwoners (2005) en een oppervlakte van 231 hectare. De plaats ligt aan het meer Torpsjön. De Europese weg 14 en de spoorweg tussen Sundsvall en Östersund lopen door de plaats.